# Королёв, Максим Александрович
Макси́м Алекса́ндрович Королёв (род. 19 марта 1978 года, Москва) — российский учёный-математик, специалист по теории чисел. Ведущий научный сотрудник МИАН, доктор физико-математических наук (2013), Член-корреспондент РАН (2025, профессор РАН с 2018 года).

## Биография
Родился в семье преподавателя высшей школы. Окончил СУНЦ МГУ, после чего окончил механико-математический факультет МГУ (2000) и там же аспирантуру по кафедре математического анализа (2003).
С ноября 2008 года по настоящее время — старший, затем ведущий научный сотрудник отдела алгебры и теории чисел в Математическом институте им. В. А. Стеклова, гор. Москва (МИАН РАН).
В 2013 г. стал доктором физико-математических наук, специальность ВАК: «математическая логика, алгебра и теория чисел». С сентября 2016 года также профессор кафедры теории чисел мехмата МГУ.
Весной 2018 года получил почётное учёное звание профессора РАН. В 2025 году избран членом-корреспондентом РАН по Отделению математических наук.

## Научная деятельность
Основные научные темы: оценки коротких сумм Клоостермана, теория дзета-функции Римана, закон Грама, правило Грама, аргумент дзета-функции Римана, неполные суммы Клоостермана, степенные вычеты, среднее число степенных вычетов, задача Лемера — Ландау.
Автор более 70 научных публикаций, в том числе в ведущих математических журналах.

## Награды
- Премия имени И. М. Виноградова (2019) — за цикл работ «Поведение дзета-функции Римана на критической прямой»[7]